# Nokia N70
El Nokia N70 es un teléfono inteligente multimedia de tercera generación fabricado por Nokia y lanzado en el tercer trimestre de 2005.

## Características

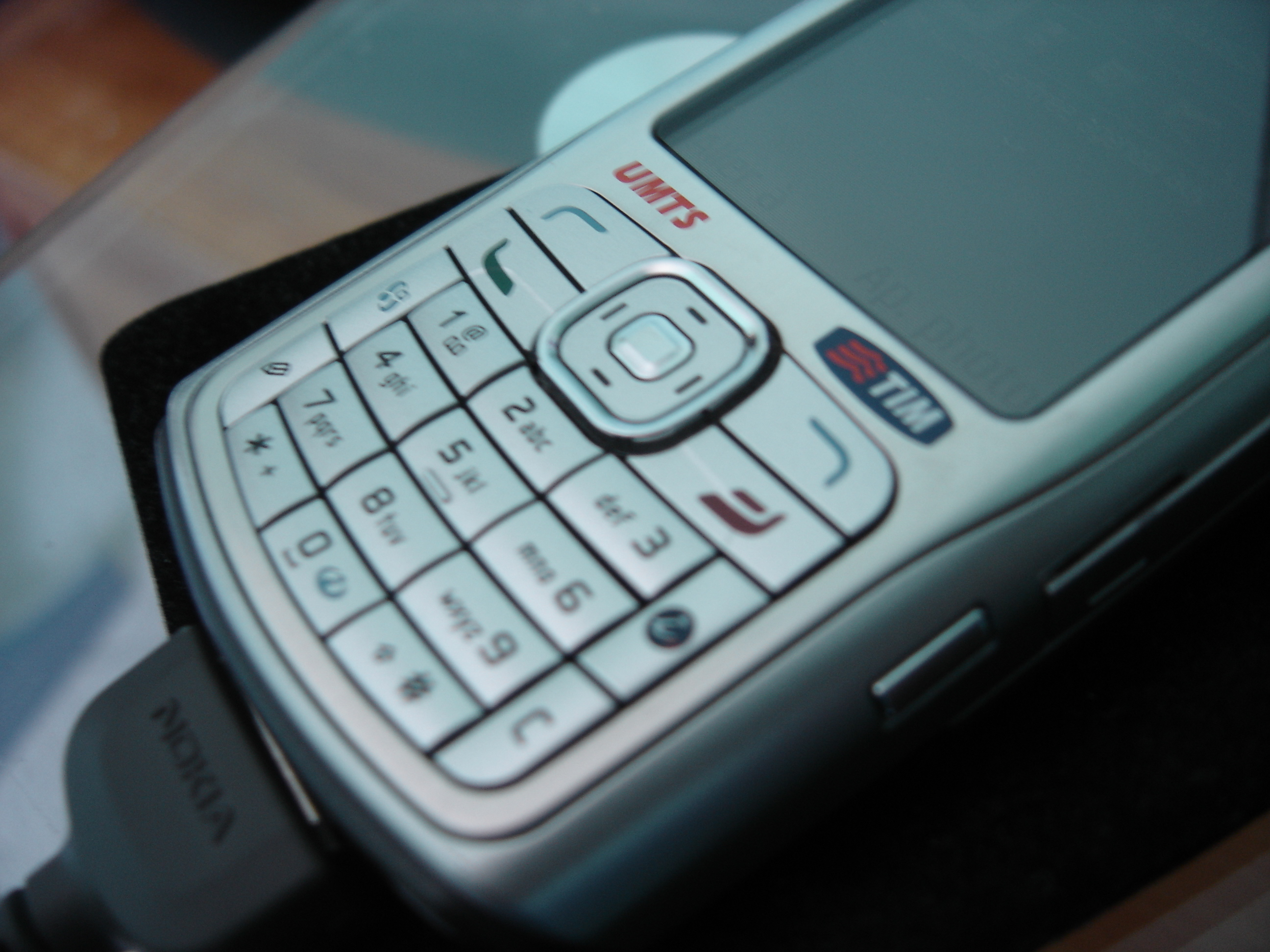
Nokia N70.

El Nokia N70 (modelo N70-1) es uno de los terminales de Nokia de la serie N de teléfonos del tipo Teléfono inteligente. Está equipado con una cámara digital de 2 Megapixels con flash incorporado, así como de una cámara VGA frontal (de 0,3
Megapixels) destinada a realizar videollamadas, radio FM, Bluetooth 1.2, funcionalidades de reproductor de música digital, y soporte para juegos 3D de Symbian o Java.
Utiliza la interfaz de usuario de la Serie 60 y el sistema operativo Symbian OS 8.1a.
En el momento de su lanzamiento, el N70 era el terminal de Serie 60 más pequeño, y uno de los que mayor cantidad de memoria interna incorporaban, y es posiblemente el último de los terminales con la versión 8 del sistema operativo Symbian (tanto Feature Pack 2 como 3) lanzados por Nokia; pues la introducción de su nueva plataforma Symbian OS9, lanzada en 2003, ofrece más flexibilidad que la original lanzada en 1998 y actualizada desde entonces.
En 2006, Nokia lanzó el modelo N70 Music Edition, que básicamente era el mismo terminal, pero era color negro con detalles cromados, la tecla de accesos directos fue cambiada por una de acceso al reproductor musical que fue actualizado e incluía una tarjeta de memoria de 1 GB.

## Especificaciones técnicas
| Característica               | Especificación                                            |                                       |
| ---------------------------- | --------------------------------------------------------- | ------------------------------------- |
| Forma                        | Candybar ("monobloque")                                   |                                       |
| Plataforma                   | Serie 60(S60) 2ª Edición Feature Pack 3.                  |                                       |
| Sistema Operativo            | Symbian OS 8.1a.                                          |                                       |
| Procesador                   | ARM 926TEJ v5 220 MHz.                                    |                                       |
| Memoria RAM                  | 32 MiB.                                                   |                                       |
| Frecuencias GSM              | 900/1800/1900 MHz.                                        |                                       |
| GPRS                         | Sí, de clpal                                              | TFT, 262.144 colores, 176x208 píxels. |
| Cámara principal             | 2.0 Megapíxels (flash, zoom digital 20x).                 |                                       |
| Grabación de vídeo           | Sí, CIF.                                                  |                                       |
| Mensajes multimedia          | Sí.                                                       |                                       |
| Videollamada                 | Sí.                                                       |                                       |
| Pulse para hablar (PPH)      | Sí.                                                       |                                       |
| Soporte de Java              | Sí, MIDP 2.0.                                             |                                       |
| Memoria interna              | 22 MB.                                                    |                                       |
| Memoria externa              | Tarjeta RS-DV-MMC (incluida tarjeta de 64 MB) / 2 GB Max. |                                       |
| Ranura de tarjeta de memoria | Sí, RS-DV-MMC (con ranura de fácil intercambio Hot swap). |                                       |
| Bluetooth                    | 2.0.                                                      |                                       |
| Infrarrojos                  | no.                                                       |                                       |
| Soporte para cable de datos  | Sí.                                                       |                                       |
| Navegación                   | WAP 2.0/xHTML, HTML.                                      |                                       |
| Correo electrónico           | Sí.                                                       |                                       |
| Reproductor de música        | Sí, estéreo con bajos en auriculares.                     |                                       |
| Radio                        | Sí, FM.                                                   |                                       |
| Reproductor de vídeo         | Sí.                                                       |                                       |
| Tonos polifónicos            | Sí, 64 acordes.                                           |                                       |
| Tonos de llamada             | Sí - Mp3, WAV, AAC, MIDI, AMR,(NB-AMR).                   |                                       |
| Modo "fuera de línea"        | Sí.                                                       |                                       |
| Batería                      | BL-5C (3,7V, 970 mAh).                                    |                                       |
| Autonomía en llamada         | Hasta 3 horas y media.                                    |                                       |
| Autonomía en espera          | Hasta 264 horas.                                          |                                       |
| Peso                         | 126 gramos.                                               |                                       |
| Dimensiones                  | 108,8x53x21,8 milímetros.                                 |                                       |

### Análisis
- Nokia N70 - Review por Mobile Review
- Nokia N70 - Review por All About Symbian
- Nokia N70 - Review por GSM Arena
- Nokia N70 - Reviews por CNET: Asia Archivado el 7 de junio de 2007 en Wayback Machine., Australia y Reino Unido

- Datos: Q1153608
- Multimedia: Nokia N70 / Q1153608